# Aorte abdominale
L'aorte abdominale est la partie de l'aorte descendante qui se situe dans l'abdomen.

## Origine
L'aorte abdominale fait suite à l'aorte thoracique au niveau du hiatus aortique du diaphragme en face du bord inférieur de la douzième vertèbre thoracique.

## Trajet
L'aorte abdominale descend verticalement dans l'espace rétropéritonéal médian en avant des quatre première vertèbres lombaires et légèrement décalée sur la gauche de la ligne médiane.
Elle suit ainsi la courbure des vertèbres lombaires, c'est-à-dire convexe antérieurement. Le sommet de cette convexité se situe au niveau de la troisième vertèbre lombaire. Elle court parallèlement à la veine cave inférieure, située juste à sa droite.
Cliniquement, le trajet est subdivisé en aorte abdominale supra-rénale et sous-rénale par l'origine des artères rénales.

## Terminaison
L'aorte abdominale prend fin au niveau de la bifurcation de l'aorte au niveau du bord inférieur de la quatrième vertèbre lombaire.
Elle donne les trois branches terminales ; les artères iliaques communes droite et gauche et l'artère sacrale médiane.

## Branches collatérales
L'aorte abdominale donne :
- des branches viscérales impaires :
  - le tronc cœliaque,
  - l'artère mésentérique supérieure,
  - l'artère mésentérique inférieure;
- des branches viscérales paires :
  - les artères rénales,
  - les artères supra-rénales moyennes,
  - les artères gonadiques;
- des branches pariétales paires :
  - les artères phréniques inférieures,

Scanner volumique rendu des vaisseaux sanguins abdominaux et pelviens.

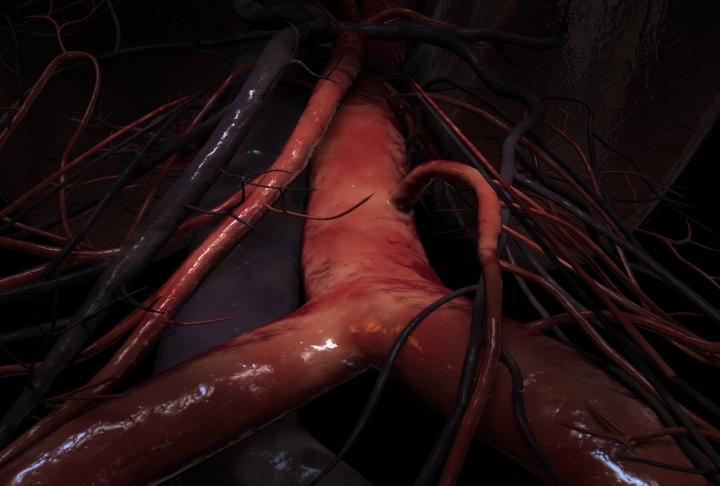
Illustration 3D de l'aorte abdominale à la jonction iliaque

  - les artères lombales.